# Drummond (Oklahoma)
Drummond é uma cidade  localizada no estado norte-americano de Oklahoma, no Condado de Garfield.

## Demografia
Segundo o censo norte-americano de 2000, a sua população era de 405 habitantes.
Em 2006, foi estimada uma população de 385, um decréscimo de 20 (-4.9%).

## Geografia
De acordo com o United States Census Bureau tem uma área de
0,6 km², dos quais 0,6 km² cobertos por terra e 0,0 km² cobertos por água. Drummond localiza-se a aproximadamente 373 m acima do nível do mar.

## Localidades na vizinhança
O diagrama seguinte representa as localidades num raio de 20 km ao redor de Drummond.